# Jurežev graben
Jurežev graben je potok, ki izvira na pobočjih Karavank pod Jureževo planino severno od naselja Gozd Martuljek. Potok se v zgornjem toku imenuje tudi Smeč. Pri Gozdu Martuljku se kot levi pritok izliva v Savo Dolinko. Na potoku je najvišji slap v slovenskem delu Karavank, okrog 100 m visoki, drsni Jurežev slap.